# Kocour Vavřinec
Kocour Vavřinec je původní československý kreslený komiks, jehož hlavními hrdiny je čtveřice domácích zvířátek. Hlavní postavou je, jak název napovídá, zrzavý kocour Vavřinec, který vystupuje jako moudrý a rozšafný hrdina. Jeho společníky jsou malá bílá fenečka Otylka (rozmazlená a mírně namyšlená), prasátko Mojmír (poněkud bázlivý snílek a poeta) a kozlík Spytihněv (lehce zlomyslný). V komiksu se dále objevují i dvě záporné postavy, se kterými se hlavní hrdinové stále potýkají: lstivá a úskočná myš Julie a sebestředný, přihlouplý boxer Hubert. Zřejmě poslední přibyvší postavou je nešikovné kuřátko Drobínek.
Výtvarnou podobu komiksu vtiskla ilustrátorka Věra Faltová, hlavními autory příběhů jsou manželé Dagmar Lhotová & Zdeněk Karel Slabý.

## Komiks
Poprvé se komiks objevil 1. 2. 1967 v dětském časopisu Mateřídouška a šlo tehdy pravděpodobně o úplně první oficiální československý komiks pro malé děti.[zdroj⁠?!] Až po něm následovali například Čtyřlístek nebo Barbánek. Do dubna 1975, kdy Vavřinec v Mateřídoušce skončil, vzniklo 116 dílů (z toho 35 dvojstránkových). 
V roce 2017 se příběhy kocoura Vavřince objevovaly v dětském časopisu Sluníčko (z nakladatelství Mladá fronta) – vzhledem k tomu, že autorka ilustrací Věra Faltová zemřela roku 2009, jde o díly vydávané z archivu.

## Knihy
Několik desítek vzniklých komiksů bylo postupně uveřejněno jako knihy, které vydalo nakladatelství Olympia:
- Kocour Vavřinec a jeho přátelé (1969),
- Kocour Vavřinec a jeho přátelé na cestách (1971),
- Kocour Vavřinec – detektiv, sportovec (1973),
- Kocour Vavřinec na vodě i ve vzduchu (1977) – to se dočkalo i holandské verze De 4 vakantie plezier (1978) a bulharské verze Kotarakat Vavrinec po voda i vazduch (1980),
- Olympiáda kocoura Vavřince (1980), inspirovaná XXII. letní olympiádou v Moskvě.

Po roce 2000 došlo k několika reedicím a nakonec vydalo nakladatelství BB/art soubornou publikaci Velká kniha kocoura Vavřince (2006).

## Mluvené slovo
Vydavatelství Supraphon vydávalo na přelomu 70. a 80. let sérii gramodesek pod názvem Pohádky – jako 8. díl vyšla i nahrávka Kocour Vavřinec a jeho přátelé (1980). Kocour Vavřinec je pouze na straně A, na straně B se nachází dramatizace příběhu Jánošíkova kuželna.
Nahrávka vznikla v červnu 1978 v pražském studiu Lucerna, režie Karel Žalud, hlasy zvířátkům propůjčili Jaromír Hanzlík (Vavřinec), Daniela Kolářová (Otylka), Milan Neděla (Mojmír) a Martin Štěpánek (Spytihněv).

## Seriál (1980)
Roku 1980 vznikl večerníčkový seriál Kocour Vavřinec a jeho přátelé, se stopáží 7 × 6 minut, režie František Mikeš, výtvarník Věra Faltová. Seriál je mluvený, hlasy propůjčili Stanislav Fišer (Vavřinec), Štěpánka Haničincová (Otylka), Alexandra Stránská (Spytihněv) a Antonín Jedlička (Mojmír).
Není známo, kolikrát (a zda vůbec) jej Československá televize odvysílala, pro českého diváka byl prakticky neznámý, ale v současnosti (rok 2012) je občas možné epizody vidět například na televizní stanici CS mini. Dochované kopie jsou zjevně ve špatném technickém stavu.

### Epizody
1. Pozor, Otylka jede
2. Mojmír jde do školy
3. Jak Otylka pletla svetr
4. Jak Vavřinec kouzlil
5. Jak Otylka vyrostla
6. Jak hvězda zpívala
7. Otylka a drak

## Seriál (1992)
Druhého animovaného vydání se komiks dočkal jako Der Kater Lorenz und seine Freunde (1992), stopáž 13 × 7 minut, režie Jaroslav Doubrava & Cilka Dvořáková, výtvarník Věra Faltová. Jak název napovídá, jde o stejný název jako v češtině, ale seriál vznikl v německé produkci. Tento seriál je mnohem známější než předchozí a protože není (na rozdíl od prvního) mluvený, dočkal se i dalších zahraničních verzí: slovensky Kocúr Vavrinec a jeho priatelia (2008), anglicky Laurence Cat and His Friends a rusky Кот Лаврентий и его друзья (2006). Roku 1992 vyšel na VHS, po roce 2005 několikrát na DVD.

### Epizody
1. Jak se našli (Wie sie sich gefunden haben)
2. Dům (Das Haus)
3. Štěňátko (Die kleine Hündin)
4. Hrad (Die Burg)
5. Zahrádka (Das Gärtchen)
6. Vlk (Der Wolf)
7. Kouzelník (Der Zauberer)
8. Rybník (Der Teich)
9. Lišky (Die Füchse)
10. Zimní radovánky (Die Winterfest)
11. Hubert (Hubert)
12. Rys (Der Luchs)
13. Opice (Der Affe)

## Učebnice
Základy angličtiny zábavnou formou vyučuje dvoudílná Pohádková angličtina s kocourem Vavřincem (2007) z vydavatelství Computer press, kterou napsala Lucie Poslušná a kolektiv Anglictina.com.